# Vecernie (povestire)
„Vecernie” (în engleză „Evensong”) este o povestire științifico-fantastică din 1967 scrisă de Lester del Rey. A apărut prima dată în 1967 în volumul Viziuni periculoase (în engleză Dangerous Visions) editat de Harlan Ellison. În limba română, volumul și povestirea au apărut la Editura Trei, în anul 2013.

## Prezentare
Eroul poveștii găsește refugiu pe o planetă. El este urmărit de „Uzurpatori”, ființe malefice cu mândrie nemaiauzită și o voință a puterii infinite, care cuceresc pe rând toate sistemele stelare, toate planetele galaxiei. El este epuizat, nu știe unde să se mai ascundă. Această planetă, pe care a venit deja, îi va fi refugiu sau, dimpotrivă, închisoare? În cele din urmă, descoperă că Uzurpatorii l-au urmărit, chiar și pe această planetă. O navă-cercetaș se apropie cu cineva care posibil îl va lua prizonier: din ea coboară un om. Dar acesta este El, el este Dumnezeul care a creat galaxia, planetele și oamenii, care vrea acum să-l scape de rău...
Notă: în postfață, autorul explică că povestea sa „nu este ficțiune, ci alegorie”.

## Legături externe
- en  Istoria publicării lucrării Vecernie la Internet Speculative Fiction Database

## Vezi și
- 1967 în științifico-fantastic

Format:Lester del Rey